# Camaro Amarelo
"Camaro Amarelo"  é uma canção do gênero sertanejo da dupla Munhoz & Mariano, lançado como download digital em 25 de junho de 2012, extraída do álbum Ao Vivo em Campo Grande Vol II.

## Videoclipe
|                                 | “A música está andando rápido demais. Não esperávamos essa repercussão desse tamanho da música. Imaginávamos, sim, um sucesso vindo aí, mas não dessa forma”. |
| — Contou Munhoz em seu camarim. | |

O vídeo foi feito em maio de 2012, durante a gravação do segundo DVD da dupla no Parque das Nações Indígenas em Campo Grande. Na ocasião, eles se apresentaram para cerca de 90 mil pessoas. A música se popularizou pelo seu refrão: "Agora eu fiquei doce igual caramelo, tô tirando onda de Camaro amarelo". No show, como é de costume, as fãs vão ao delírio com a dança de Mariano. A dupla já emplacou outra música com passos sensuais, "Eu Vou Pegar Você e Tãe".

## Desempenho nas paradas
| Paradas musicais (2012)             | Melhores posições |
| ----------------------------------- | ----------------- |
| Brasil - Crowley Broadcast Analysis | 1                 |
| Brasil — Billboard Hot 100 Airplay  | 2                 |

## Prêmios e indicações
| Ano  | Prêmio            | Categoria     | Resultado |
| ---- | ----------------- | ------------- | --------- |
| 2012 | Caldeirão de Ouro | As 10+ do Ano | 3º Lugar  |
| 2012 | Melhores do Ano   | Melhor Música | Venceu    |